# Условна драж
Условна драж је према Павлову, првобитно неутрална драж, која вишекратним узастопним давањем, заједно са безусловном дражи, изазива условни рефлекс или условну реакцију која је слична безусловној. По бихевиоралној теорији ова врста условљавања је основ свеукупног учења и понашања.